# Der Waffenschmied
Der Waffenschmied (en alemany, L'armer) és una òpera (singspiel) en tres actes del compositor Albert Lortzing. El mateix compositor va escriure el llibret en alemany a partir d'una obra de Friedrich Wilheim von Ziegler, anomenada Liebhaber und Nebenbuhler in einer Person (Amant i rival a una mateixa persona). Om considera aquesta òpera com la seva tercera obra més popular, i pertany al període Biedermeier.
Va ser estrenada a Viena, al Theater an der Wien, el 31 de maig de 1846, conduïda pel mateix compositor. El paper de Marie va ser escrit pensant en la cantant Jenny Lind, que havia d'estrenar l'obra. L'òpera va suposar un èxit absolut a la seva estrena, tant que es va oferir a Lortzing el càrrec de Kapellmeister al teatre, càrrec que va mantenir fins a la revolució de 1848, quan va haver de tornar a Leipzig. Arnold Schönberg, va arranjar aquesta obra de Lortzing per a piano a quatre mans.
La història se situa a la ciutat de Worms en el segle xvi.